# 미국 북서부

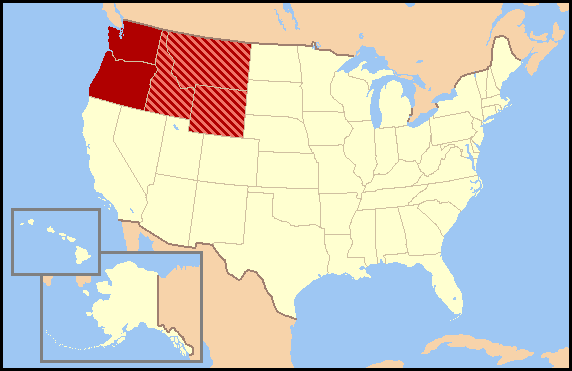
미국 북서부

미국 북서부(Northwestern United States)는 미국 북서쪽에 있는 여러 주를 가리키는 말로, 보통 아메리칸 노스웨스트(American Northwest)라고도 부르며, 미국 내에서는 더 노스웨스트(the Northwest)라고 부르기도 한다.